# Bernhard Mehlig

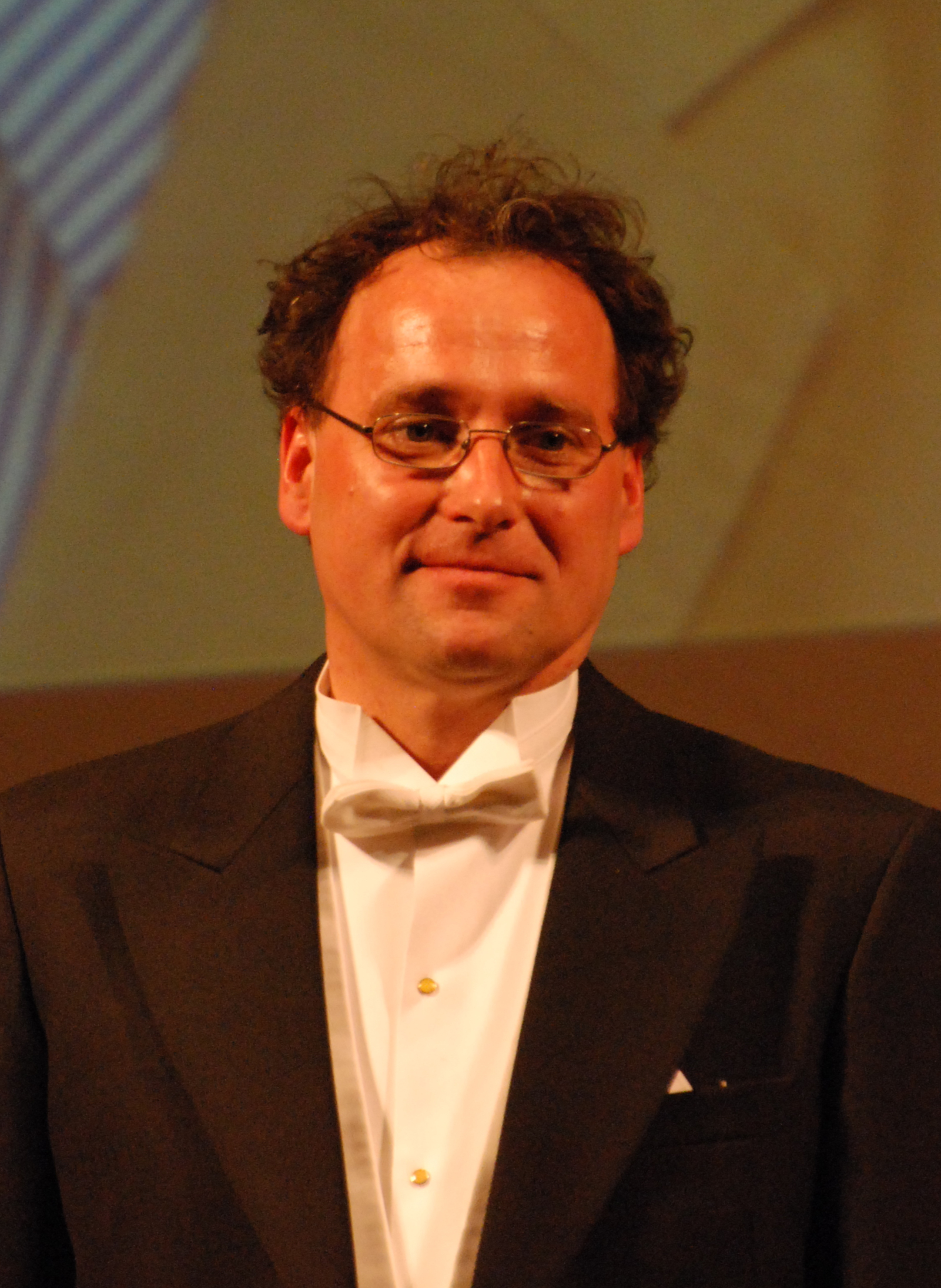
Bernhard Mehlig

Bernhard Mehlig, född den 6 december 1964, är en tysk fysiker och professor i komplexa system vid Göteborgs universitet.
År 2010 fick han Göran Gustafssonpris i fysik "för att ha banat nya vägar inom statistisk fysik. Han har löst problem inom komplexa system och turbulens som tidigare ansetts för svåra att finna analytiska lösningar till. Detta inbegriper till exempel frågan om hur regn bildas i moln. Hans senaste arbeten är viktiga för att förstå hur planeter bildas, vilket visar spännvidden i hans forskning".
Han är ordförande i sektionen om Matematisk fysik i Svenska Fysikersamfundet.